# Чопик Володимир Іванович
Володимир Іванович Чопик (4 червня 1929 — 3 грудня 2015) — український учений-ботанік. Доктор біологічних наук, професор. Академік АН ВШ України з 1993 р.

## Біографія
Народився в с. Теребля Тячівського району на Закарпатті. Після закінчення Ужгородського університету (1953) та аспірантури при Інституті ботаніки АН України (1957) захистив кандидатську (1958), а в 1973 р. — докторську дисертацію на тему «Високогірна флора Українських Карпат». Працював старшим науковим співробітником Центрального ботанічного саду АН України, з 1969 р. — старший науковий співробітник, завідувач відділу вищих рослин, заступник директора з науки Інституту ботаніки Академії наук України. З 1975 р. за сумісництвом, а з 1978 р. за штатом працює в КНУ ім. Т. Шевченка завідувачем кафедри вищих рослин, деканом біологічного факультету, професором кафедри ботаніки. З 2004 р. — завідувач кафедри екології Відкритого міжнародного університету розвитку людини «Україна». З 2007 р. — завідувач кафедри екології та фізіології рослин Кременецького гуманітарно-педагогічного інституту ім. Т. Шевченка.

## Наукова діяльність
Основні наукові праці присвячені флористиці, фітоекосозології та фітохорології. Є піонером досліджень в галузі охорони рослинного світу та фітохорології в Україні. Ініціював і був автором першого видання «Червоної книги Української РСР» (1980); співавтором першого (1978) і другого (1984) видання «Красной книги СССР». Був співавтором довідника «Дикорослі корисні рослини України». У співавторстві з академіком АН СРСР А. Л. Тахтаджяном брав участь у підготовці зведення для території СРСР про рідкісні й ендемічні види флори Європи для першого (1976) та другого (1982) видання в Англії. Започаткував і обґрунтував два нові наукові напрями в фітосозології: аутфітосозологію (охорона окремих видів рослин) та синфітосозологію (охорона рослинних ценозів), які розвиваються й примножуються його учнями та послідовниками.
Автор близько 200 наукових праць, серед яких 19 монографій, довідників, навчальних посібників.
Підготував 18 кандидатів і докторів наук.
Упродовж 1966—1974 рр. виконував наукові проекти з картування флори Карпат разом з науковцями Чехословаччини, Польщі, Угорщини, Румунії й Болгарії. З 1973 р. бере участь як співавтор, а згодом і як член головного редакційного комітету в випуску спільно з науковцями 36 країн Європи багатотомного видання «Atlas Florae Europaeae». Член та відповідальний редактор багатьох наукових журналів, тематичних збірників тощо.

## Визнання
Нагороджений медаллю ХІІ Міжнародного ботанічного конгресу (1975), відзнакою «Відмінник освіти України» (1982). Соросівський професор (1997), лауреат премії ім. Т. Шевченка КНУ ім. Т. Шевченка (1999).
Головний Учений секретар АН ВШ України та член Президії АН ВШ України (2004–2010).

## Праці
- Редкие и исчезающие растения и животные Украины /Чопик В. И., Щербак Н. Н., Ардамацкая Т. Б. и др. — К.:Наук. думка, 1988. — 256 с.